# Mabton
Mabton az Amerikai Egyesült Államok északnyugati részén, Washington állam Yakima megyéjében elhelyezkedő város. A 2010. évi népszámlálási adatok alapján 2286 lakosa van.
A település első postamestere Sam P. Flower volt. A helység nevét a svéd Charlie Sandburg választotta a vasúttársaság egy felügyelőjének felesége vagy lánya után. Mabton 1905. november 7-én kapott városi rangot.

## Éghajlat
| Hónap                         | Jan.  | Feb.  | Már.  | Ápr.  | Máj. | Jún. | Júl. | Aug. | Szep. | Okt.  | Nov.  | Dec.  | Év    |
| ----------------------------- | ----- | ----- | ----- | ----- | ---- | ---- | ---- | ---- | ----- | ----- | ----- | ----- | ----- |
| Rekord max. hőmérséklet (°C)  | 21,1  | 22,2  | 27,8  | 35,6  | 40,0 | 41,7 | 43,9 | 42,2 | 39,4  | 32,2  | 25,0  | 20,6  | 43,9  |
| Átlagos max. hőmérséklet (°C) | 5,0   | 9,4   | 15,0  | 19,4  | 24,4 | 28,3 | 32,8 | 32,2 | 27,2  | 20,0  | 10,6  | 3,9   | 19,1  |
| Átlagos min. hőmérséklet (°C) | −3,3  | −1,7  | 1,1   | 3,9   | 8,3  | 11,7 | 13,9 | 12,8 | 8,3   | 3,3   | −0,6  | −3,9  | 4,5   |
| Rekord min. hőmérséklet (°C)  | −32,2 | −28,3 | −13,9 | −15,6 | −3,9 | 0,0  | 3,9  | 22,0 | −7,8  | −11,1 | −30,6 | −34,4 | −34,4 |
| Átl. csapadékmennyiség (mm)   | 23    | 17    | 15    | 15    | 15   | 14   | 4    | 6    | 11    | 16    | 23    | 32    | 191   |
| Forrás: The Weather Channel   |       |       |       |       |      |      |      |      |       |       |       |       |       |

## Népesség
A 2010-es népszámláláskor a városnak 2286 lakója, 528 háztartása és 478 családja volt. A népsűrűség 1073,2 fő/km2. A lakóegységek száma 548, sűrűségük 257,3 db/km2. A lakosok 46,9%-a fehér, 0,7%-a afroamerikai, 0,2%-a indián, 0,2%-a ázsiai,  48,4%-a egyéb, 3,6%-a pedig kettő vagy több etnikumú. A spanyol vagy latino származásúak aránya 91,9% (   )
A háztartások 69,1%-ában élt 18 évnél fiatalabb. 55,9% házas, 25% egyedülálló nő, 9,7% egyedülálló férfi, 9,5% pedig nem család. 7% egyedül élt; 3,6%-uk 65 éves vagy idősebb. Egy háztartásban átlagosan 4,31 személy élt; a családok átlagmérete 4,41 fő.
A medián életkor 23,6 év volt. A város lakóinak 39,4%-a 18 évesnél fiatalabb, 12,5% 18 és 24 év közötti, 25,9%-uk 25 és 44 év közötti, 16,5%-uk 45 és 64 év közötti, 5,8%-uk pedig 65 éves vagy idősebb. A lakosok 49%-a férfi, 51%-a pedig nő.

## Nevezetes személy
- Mel Stottlemyre, a New York Yankees edzője[11]

## Fordítás
Ez a szócikk részben vagy egészben  a   Mabton, Washington című angol Wikipédia-szócikk ezen változatának fordításán alapul.  Az eredeti cikk szerkesztőit annak laptörténete sorolja fel. Ez a jelzés csupán a megfogalmazás eredetét és a szerzői jogokat jelzi, nem szolgál a cikkben szereplő információk forrásmegjelöléseként.